# Казе Кастелани (Парма)
Казе Кастелани је насеље у Италији у округу Парма, региону Емилија-Ромања.
Према процени из 2011. у насељу је живело 19 становника. Насеље се налази на надморској висини од 563 м.